# П'єр Мішлен
П'єр Мішлен (фр. Pierre Michelin, нар. 7 лютого 1937, Невіль-ан-Феррен) — французький футболіст, що грав на позиції захисника, зокрема за «Седан-Торсі», «Лілль» та національну збірну Франції.

## Клубна кар'єра
У дорослому футболі дебютував 1959 року виступами за команду «Рубе-Туркуен», в якій провів два сезони. 
Згодом з 1961 по 1964 рік грав за «Седан-Торсі», після чого протягом двох сезонів грав у Бельгії за «Дарінг».
1966 року перейшов до «Лілля», за який відіграв заключні три сезони своєї ігрової кар'єри.

## Виступи за збірну
1963 року дебютував в офіційних матчах у складі національної збірної Франції.
Загалом протягом дворічної кар'єри в національній команді провів у її формі 5 матчів.